# Amplirhagada confusa
Amplirhagada confusa är en snäckart som beskrevs av Alan Solem 1981. Amplirhagada confusa ingår i släktet Amplirhagada och familjen Camaenidae. Inga underarter finns listade i Catalogue of Life.